# Keir Hardie
Pour les articles homonymes, voir Keir et Hardie.
James Keir Hardie, né le 15 août 1856 à Newhouse (North Lanarkshire) et mort le 26 septembre 1915 à Glasgow, est un homme politique socialiste écossais, premier travailliste élu à la Chambre des Communes, sept ans avant la conférence de fondation du Labour Party, dont il fut le premier président.

## Jeunesse
Keir Hardie, né en 1856 dans le petit village écossais de Newhouse (North Lanarkshire), était le fils illégitime de Mary Keir, une servante. Sa maison natale est encore visible à Newhouse, sur la vieille route d'Édimbourg. Sa mère épousa un charpentier nommé David Hardie et la famille s'installa dans la ville industrielle de Glasgow. Keir Hardie vécut une enfance misérable. À huit ans, il était garçon de course pour un boulanger alors que ses parents étaient au chômage. Il fut renvoyé de son travail pour être arrivé en retard alors qu'il s'occupait de sa mère malade. Privée de toute source de revenu, sa famille retourna dans le Lanarkshire. À onze ans, Keir Hardie descendit dans la mine. Il n'alla jamais à l'école, mais apprit par lui-même en suivant des cours du soir qui lui permirent de découvrir les œuvres de Robert Burns. Le 3 août 1879, il épousa Lillian Balfour Wilson.
Son frère George Hardie (en) est également un homme politique, comme par la suite sa belle-sœur Agnes Hardie.

## Syndicaliste
C'est à cette époque que Keir Hardie commença à lire la presse et à s'intéresser aux syndicats. Travaillant dans les charbonnages, il mena en 1880 la première grève des mineurs du Lanarkshire. Boycotté par les patrons du secteur minier, Keir Hardie se vit privé de toute possibilité d'embauche. Il partit alors à Cumnock, dans l'Ayrshire, où il devint journaliste. En 1886, il devint secrétaire du Syndicat des mineurs de l'Ayrshire, avant d'arriver à la tête de la Fédération écossaise des mineurs. Il lança l'édition d'un journal intitulé The Miner.
Bien qu'issu d'un milieu athée, Keir Hardie se convertit au christianisme et rejoignit l'Evangelical Union Church. Le christianisme exerça une influence importante sur son parcours politique.

## Débuts en politique
Keir Hardie soutint d'abord le Parti libéral. Mais, déçu par la politique économique de William Gladstone, il en arriva à la conclusion que les libéraux voulaient bien gagner les voix des milieux populaires mais ne pouvaient ou ne voulaient pas représenter réellement les classes laborieuses. Convaincu que les libéraux ne mèneraient jamais à bien de réforme importante en faveur des ouvriers, il devint socialiste et décida de se présenter aux élections.
En avril 1888, il se présenta en tant que candidat travailliste indépendant à Mid Lanark. De tous les candidats, il fut celui qui recueillit le moins de voix, mais il ne se découragea pas pour autant. Il participa à la création du Parti travailliste écossais, à Glasgow, le 25 août 1888 et en devint le premier secrétaire. Le président du parti était Robert Bontine Cunninghame Graham, premier député socialiste de Grande-Bretagne et futur fondateur du Parti national écossais. En 1892, Keir Hardie fut invité à se présenter aux élections à West Ham, circonscription ouvrière de l'Essex. Les libéraux renoncèrent à présenter un candidat contre lui, mais ne lui apportèrent aucune assistance. Il battit le candidat conservateur par 5 268 voix contre 4 036.
Lors de son investiture à la Chambre des Communes, le 3 août 1892, Keir Hardie refusa de se plier au protocole et de revêtir la tenue officielle des parlementaires. Au Parlement, il se fit l'avocat de l'impôt progressif sur le revenu, de l'enseignement libre, des pensions de retraite, de l'abolition de la Chambre des lords et du droit de vote des femmes. En 1893, Keir Hardie contribua à la naissance du Parti travailliste indépendant (ILP), au grand dam des libéraux qui craignaient que ce nouveau parti ne leur arrache dans l'avenir l'électorat ouvrier. Cette même année, l'artiste écossais Henry John Dobson peignit son portrait.
Hardie fit la une de l'actualité en 1894 lorsqu'il proposa d'ajouter à l'adresse de félicitation du Parlement pour la naissance d'un héritier royal (le futur Édouard VIII) un message de condoléances aux familles des 251 mineurs qui venaient d'être tués par un coup de grisou à Pontypridd. Sa requête fut refusée et Keir Hardie prit la parole pour attaquer la monarchie ce qui déclencha un tollé à la Chambre des Communes. En 1895, il perdit son siège.
Il consacra les cinq années suivantes à la construction du mouvement travailliste et prit la parole dans de nombreuses réunions publiques. Arrêté à Londres lors d'un meeting de suffragettes, il fut relâché sur intervention du ministre de l'Intérieur.

## Le Labour Party

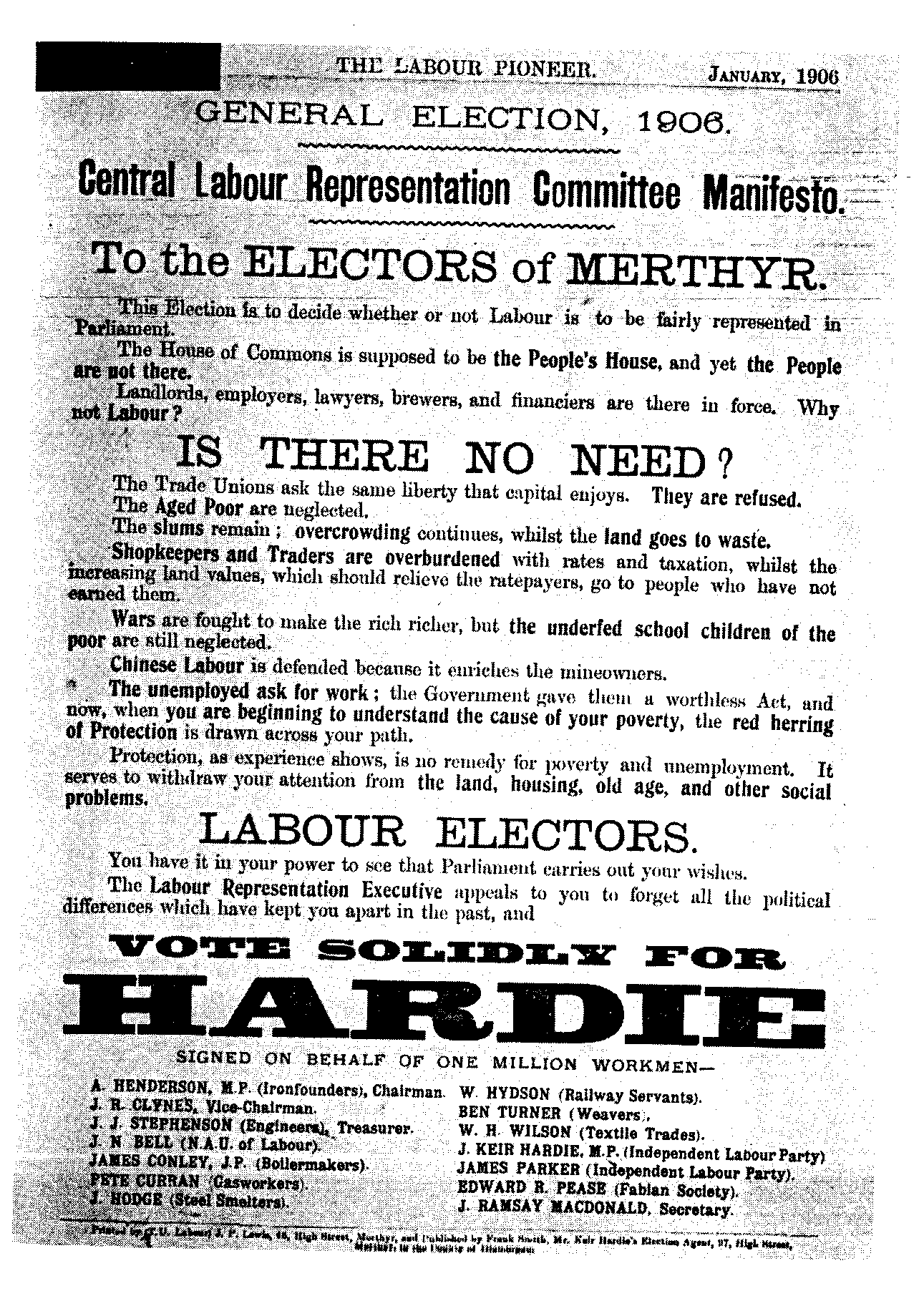
Le manifeste de Keir Hardie pour les élections de 1906

En 1900, Keir Hardie organisa une réunion de divers syndicats et groupes socialistes d'accords pour former un Labour Representation Committee qui aboutit ensuite à la création du Labour Party en 1906. Il y défendit la conception d'un socialisme réformiste, éloigné du marxisme révolutionnaire. Cette même année 1900, il fut l'un des deux seuls élus travaillistes aux élections générales. Il devint député de la circonscription de Merthyr Tydfil au pays de Galles, siège qu'il conserva jusqu'à sa mort en 1915. Inquiet de la division électorale entre libéraux et travaillistes, le dirigeant libéral Henry Campbell-Bannerman poussa à un accord électoral connu sous le nom de Lib-Lab pact. Afin d'éviter la division des électeurs hostiles au gouvernement conservateur, le parti libéral renonçait à présenter des candidats contre les travaillistes dans 30 circonscriptions. Les élections de 1906 furent remportées par les libéraux et les travaillistes eurent 29 députés.
En 1908, Keir Hardie fut remplacé par Arthur Henderson à la tête du Labour Party. Il se consacra à la lutte pour le droit de vote des femmes et noua des relations étroites avec Sylvia Pankhurst. Il milita aussi pour l'autodétermination de l'Inde et contre la ségrégation raciale en Afrique du Sud. Au cours d'une visite aux États-Unis en 1909, il critiqua le sectarisme des radicaux américains et proposa la fusion du parti socialiste américain et des syndicats. Résolument pacifiste, Keir Hardie s'opposa à la Première Guerre mondiale. Il s'efforça d'organiser l'opposition à la guerre et soutint les objecteurs de conscience. Il participa notamment au congrès de la SFIO à Paris en août 1914, qui concernait l'amendement Keir Hardie-Vaillant prévoyant une grève générale en cas de déclaration de guerre, pour imposer aux gouvernements le recours à l'arbitrage. Ceci lui valut de nombreuses critiques, y compris au sein du parti travailliste.
Hardie mourut dans un hôpital de Glasgow, après une série d'attaques, le 26 septembre 1915.